# Vologodsky (huyện)
Huyện Vologodsky (tiếng Nga: ? райо́н) là một huyện hành chính tự quản (raion), của Tỉnh Vologda, Nga. Huyện có diện tích 4876 kilômét vuông, dân số thời điểm ngày 1 tháng 1 năm 2000 là 50200 người. Trung tâm của huyện đóng ở Kubenskoe.